# Nicolas Behr
Nicolas Behr (Cuiabá, 5 de agosto de 1958) é um poeta brasileiro, geralmente associado à geração mimeógrafo e à poesia marginal.

## Biografia
Filho de alemães, estudou o primário com padres jesuítas, em Diamantino (MT), onde os pais eram fazendeiros. Mudou-se para Brasília em 1974.
Em 1977, lançou Iogurte com farinha — seu primeiro feito em mimeógrafo, com 8.000 cópias vendidas de mão em mão pelos bares e outros locais públicos da Capital Federal, tornando-se uma das principais vozes da Poesia Marginal, ao lado de Chacal e Chico Alvim. Em 1978, organizou a antologia Grande Circular: poemas com sabor bem Brasília, que contava com poemas seus e também de Luís Sóter, Tetê Catalão, Luís Martins da Silva, Paulo Tovar e Climério Ferreira.
Em agosto de 1978, após ter escrito Grande circular, Caroço de goiaba e Chá com porrada, foi preso e processado pelo DOPS por "porte de material pornográfico", sendo julgado e absolvido no ano seguinte.
Entre 15 de agosto de 1978 a 30 de março de 1979, impedido de publicar por ordem judicial,  escreveu poemas em telhas frescas, depois queimadas, série esta denominada O que me der na telha.
Daí até 1980 publicou 10 livrinhos mimeografados. A partir desse ano passou a trabalhar como redator em agências de publicidade. Em 1982 ajudou a fundar o MOVE – Movimento Ecológico de Brasília, a primeira ONG ambientalista da Capital Federal. Em 1986, abandonou a publicidade para trabalhar na FUNATURA - Fundação Pró-Natureza, onde ficou até 1990, dedicando-se, desde então, profissionalmente, ao seu antigo hobby: produção de espécies nativas do cerrado. Biólogo, é co-autor do livro “ Palmeiras no Brasil” e sócio- proprietário da Pau-Brasilia Viveiro Eco.loja.
A partir de 1993, voltou a publicar seus livros de poesia, com “Porque Construí Braxília”. É casado, desde 1986, com Alcina Ramalho e tem três filhos: Erik, Klaus e Max. Teve o seu perfil biográfico traçado pelo jornalista  Carlos Marcelo no livro “ Nicolas Behr – Eu Engoli Brasília”, publicado  em 2004. A jornalista Gilda Furiati defendeu tese de mestrado no Instituto de Letras da Universidade de Brasília em 2007 sob o título: “Brasília na  poesia de Nicolas Behr: idealização, utopia e crítica”, editada em
livro pela Editora UnB em 2012. Em 2008 seu livro “Laranja Seleta – poesia escolhida – 1977 – 2007 “ pela Língua Geral, foi finalista do
Prêmio Portugal Telecom de Literatura. “Do fenômeno poético à experiência urbana: (por) uma poesia de Nicolas Behr”, dissertaçao de
mestrado apresentada por Laíse Ribas Bastos na Universidade Federal de Santa Catarina, em 2009. No ano seguinte a cineasta Danyella Proença dirigiu o filme “Braxília”,  (17 minutos ) um ensaio sobre a relação do  poeta e sua cidade, ganhador do Prêmio Especial do Juri, no 43º.  Festival de Brasília do Cinema Brasileiro.
Em 1987, morou em Washington DC, EUA[carece de fontes?], vindo a trabalhar na FUNATURA – Fundação Pró-Natureza de 1988 a 1990. A partir daí passou a dedicar-se à produção e comercialização de mudas, seu antigo “ hobby”, sendo pioneiro na produção de mudas de espécies nativas dos cerrados, especializando-se em palmeiras e em frutas e árvores raras.

## Obra publicada

### Livrinhos (mimeografia)
- Iogurte com Farinha – Agosto de 1977
- Grande Circular – Junho de 1978
- Caroço de Goiaba – Julho de 1978
- Chá com Porrada – Julho de 1978
- Bagaço – Maio de 1979
- Com a Boca na Botija – Junho de 1979
- Parto do Dia – Julho de 1979
- Elevador de Serviço – agosto de 1979
- Põe sia nisso! – agosto de 1979
- Entre Quadras – agosto de 1979
- Brasiléia Desvairada – setembro de 1979
- Saída de Emergência – setembro de 1979
- Kruh – outubro de 1979
- 303F415 – julho de 1980
- L2 Noves Fora W3 – novembro de 1980

### Livros
- Porque Construi Braxília – 1993
- Beijo de Hiena – 1993
- Pelas Lanchonetes dos Casais Felizes – 1994
- Segredo Secreto – 1996
- Estranhos Fenômenos – 1997 (ant.)
- Palmeiras no Brasil: nativas e exóticas - 1997. (co-autor)
- Viver Deveria Bastar – 2001
- Umbigo – 2001
- Poesília – poesia pau-brasilia - 2002
- Menino Diamantino, Brasília, LGE, 2003.
- Peregrino do Estranho - 2004.
- Braxília revisitada - vol. 1 - 2004.
- Restos vitais (coletânea) - 2005.
- Braxília revisitada - vol. 2 - 2005.
- Iniciação à dendrolatria - 2005.
- Laranja seleta, Editora Língua Geral, 2007.
- Beije-me - 2009.
- La Brasilíada (espanhol) - 2009.
- O bagaço da laranja - 2009. (ant.)
- Brasilíada - 2010.
- A lenda do Menino Lambari - 2012.
- Meio seio, Editora Língua Geral, 2012.
- Brasífra-me - 2013.
- BrasíliA-Z cidade-palavra - 2014
- A teus pilotis - 2014.
- Brasilyrik - 2015. (ant.) Traduzido por Timo Berger.
- Alcina, - 2020
- Histórias de Brasília: 55 mitos e verdades - 2022 (com João Carlos Amador).

## Participação em filmes
- Braxília (17 min.) - Danyella Proença, 2010.
- Babilônia Norte (15 mim.) - Renan Montenegro, 2013.
- Brasília, Vida Depois do Design (88 min) - Bart Simpson, 2019.